# مدحت شيخ الأرض
الدكتور مدحت شيخ الأرض (1900 - 18 مايو 2001) هو طبيب وسياسي وودبلوماسي سعودي من أصول سورية. كان آخر طبيب للملك عبد العزيز آل سعود ثم سفيرًا للمملكة العربية السعودية في عدة دول.

## حياته
ولد مدحت شيخ الأرض في دمشق سنة 1318 هجريًا الموافق 1900 ميلاديًا، وتخرج من معهد الطب العربي بدمشق عام 1924. اشترك في معارك الغوطة كطبيب وحُكم عليه بالإعدام فالتجأ إلى المملكة العربية السعودية.
في السعودية عُين شيخ الأرض سنة 1346 هـ (1927 م) طبيبًا خاصًا للملك عبد العزيز آل سعود، وشهد معه عدة وقائع حربية، مثل السبلة والحشود ضد الدويش في الدبدبة وخبارى وضحا سنة 1930، ورافق الملك في كثير من رحلاته، ولازمه حتى وفاته سنة 1953، ثم عُين وزيرًا للدولة ثم سفيرًا للمملكة لدى إسبانيا (1955 ـ 1961) ثم نُقل بناء على رغبته إلى ليبيا ثم نقله الملك فيصل إلى سويسرا ثم انتقل إلى فرنسا سنة 1963. وقد عاد شيخ الأرض إلى سويسرا سنة 1972 ممثلًا للسعودية لدى الأمم المتحدة في جنيف حتى سنة 1990.
كلفه الملك فيصل، أثناء عمله سفيرًا في سويسرا، ببناء مسجد في برن، غير أنه وجد معارضة من الجانب السويسري، ولما عاد شيخ الأرض إلى سويسرا سنة 1972، بدأ بتأسيس معهد إسلامي استأجر له طابقين في مبنى، وحوا جزءًا منه إلى مسجد، وثلاث غرف لمدرسة، وخصص غرفتين للإدارة. ثم تمكن شيخ الأرض من شراء أرض في جنيف بنى عليها مسجدًا افتتحه الملك خالد سنة 1977.

## وفاته
توفي الدكتور شيخ الأرض في الرياض يوم الجمعة 18 مايو 2001، عن عمر جاوز المائة. وشيع جثمانه ظهر اليوم التالي من جامع الإمام تركي بن عبد الله الأول بالرياض.